# Litijum-jonska baterija
Litijum-jonska baterija (Li-Ion, LIB) pripada grupi punjivih baterija. U ovoj vrsti baterija tokom pražnjenja litijumovi joni kreću se od negativne elektrode ka pozitivnoj. Suprotan proces je prilikom punjenja baterije. Ova vrsta baterija služi se interkaliranom litijumovom vezom kao jednom elektrodnom tvari, za razliku od metaličnog litijuma koji se primjenjuje u nepunjivim litijumovim baterijama. Stalne sastavnice litijum-jonske ćelije su elektroliti koji dopuštaju kretanje jona, te dvije elektrode. Konvencijski katoda je metalni oksid, anoda ugljik, a elektrolit litijumova so u organskom topivu.
Budući da je osnovna tvar vrlo lagani legant litijum, sama baterija vrlo je lagana. Prednost ovakve vrste baterije je vrlo velika gustina energije koja je skoro dvostruko veća od obične  baterije. Sljedeća prednost je triput veći nazivni napon od napona koji je u baterijama na bazi nikla (3,6 V prema 1,2 V). Treća velika prednost u odnosu na niklove baterije je što je nije nužno održavati, jer nije podložna nikakvim štetnim efektima poput memorijskog kad se ne koristi niti kristalizacijskog uopšteno. Zbog toga nema potrebe za periodičnim pražnjenjem, a može se puniti u bilo kojem vremenu. Četvrta prednost litijum-jonske baterije je dug životni vijek koji može biti od 500 do 1000 ciklusa. 
Veliki je kapacitet. 
Slabost ove baterije je ta što je vrlo osjetljiva na prepunjavanje kao i na pretjerano pražnjenje. Taj je problem riješen elektroničkim putem, pa tako svaka komercijalna litijum-jonska baterija ima elektroniku koja rješava taj problem umjesto korisnika. Druga slabost baterije je što nije pogodna za pražnjenje jakom strujom. Uprkos tome, vrlo je prikladna za mobilne telefonske uređaje. Treća slabost ove baterije je što može da stari i kad se ne upotrebljava, i to mnogo više nego kod niklovih baterija. Četvrta slabost litijum-jonskih baterija je što se u određenim slučajevima može pretjerano zagrijati, zbog čega može eksplodirati uz izazivanje požara.
Ove baterije su popularne u potrošačkoj elektronici, posebno kod mobilnih telefonskih uređaja. 
Osim kod te vrste elektronike, veliki kapacitet ovih baterija iskoristila je vojska za električna vozila i za letjelice. Uskoro se to prenijelo i na tržište velikih potrošačkih dobara. Prije 2010-ih krenuo je razvoj litijum-jonskih baterija koje će pokretati automobile. Fabrike koje su počele s proizvodnjom tih baterija za tržište su Dženeral motors i Tojota.
Generacija baterija koja je prethodila litijum-jonskim baterijama pripadala je niklovim baterijama, nikl-metal-hibrid baterija. Viši tehnološki nivo od litijum-jonske baterije je litijum-polimerska baterija.
Nobelova nagrada za hemiju 2019. je dodijeljena trojici naučnika za saradničko unapređenje odnosno razvoj litijum-jonskih baterija.